# 汤溪站
汤溪站位于金华市婺城区汤溪镇罗埠镇莲湖，系沪昆铁路上的一个车站。车站建于1933年，由上海铁路局金华车务段管理。车站不办理客货运业务、仅办理列车通过、避让业务。

## 概要

### 历史
杭江铁路于1933年11月30日竣工，1933年12月在线路经过的汤溪县新设汤溪站，是金华以及老浙赣线上最早的火车站之一。1943年汤溪站被侵华日军炸毁，并于1947年重建:187。至1987年车站设有4条站线，其中正线1条、到发线2条、货物线1条。1988年1月浙赣线汤溪-古方区间复线化时对车站站场进行扩建，将一条到发线改为正线，于同年3月投入使用:35; 317。
车站在客运最多时一日有超过80趟客货运火车停靠，当时汤溪站到金华站票价仅需5毛。2006年汤溪站停办客货运业务，仅作为沪昆线列车通过，避让所用。

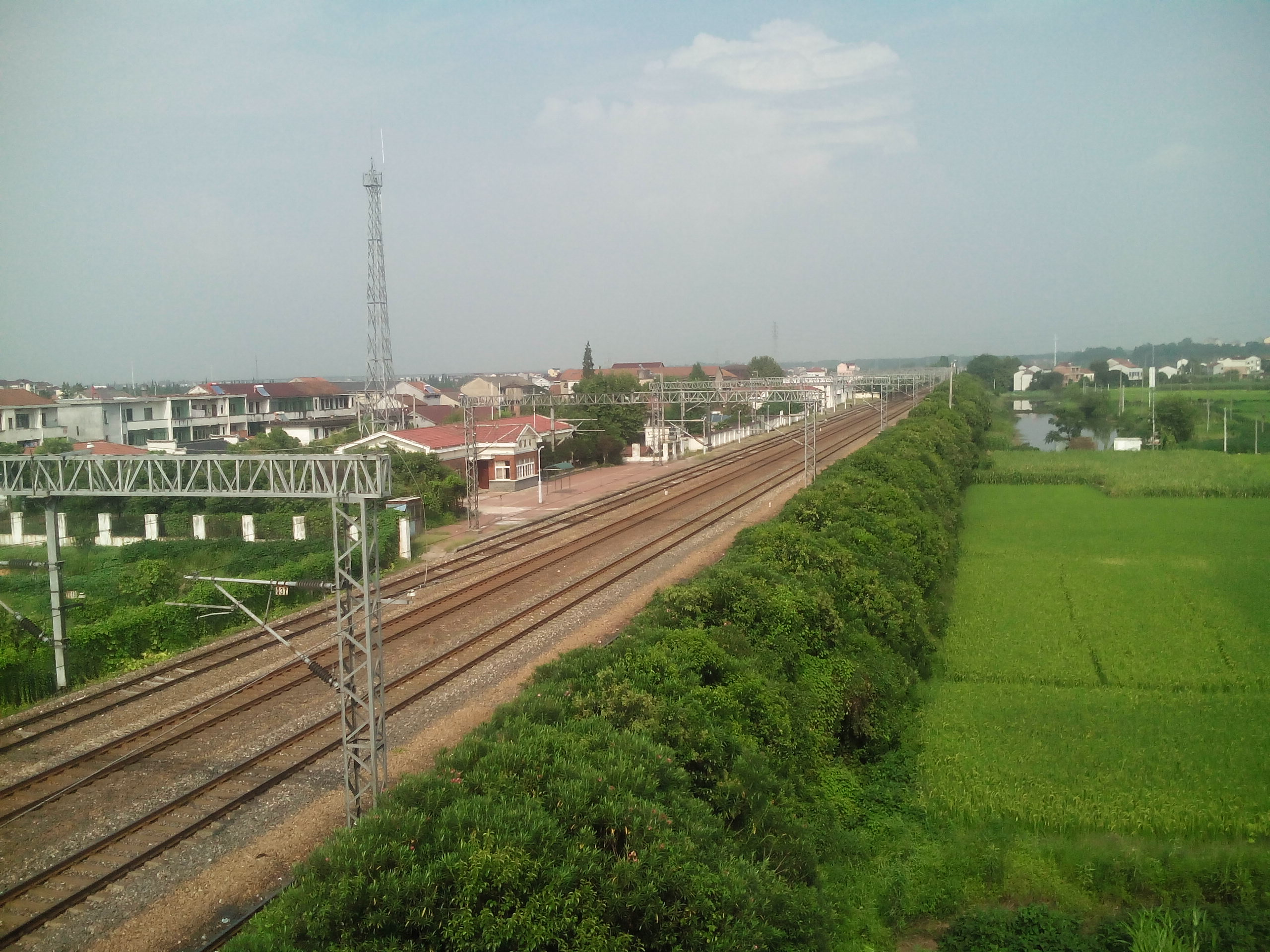
车站站场
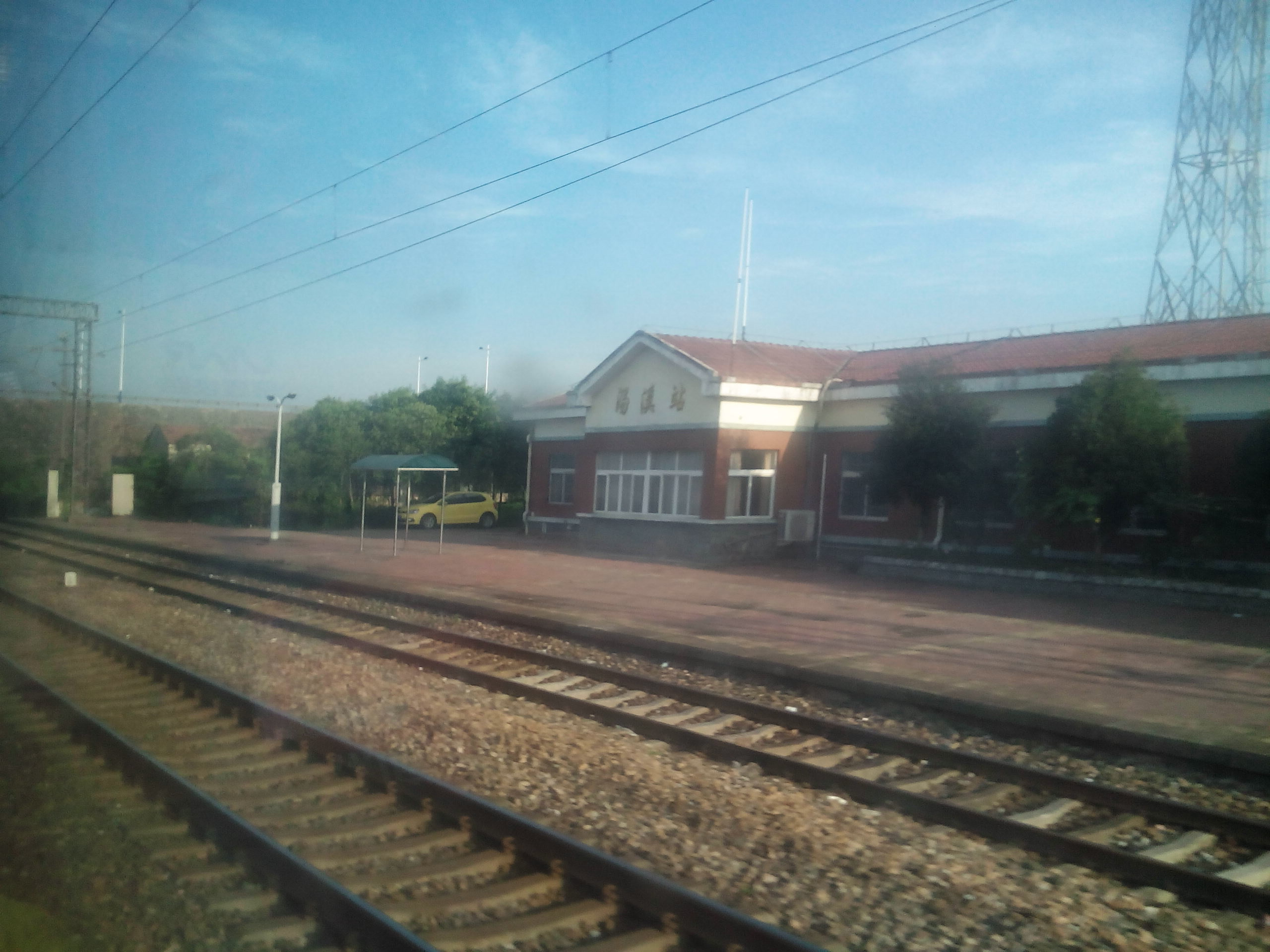
车站行车室背面
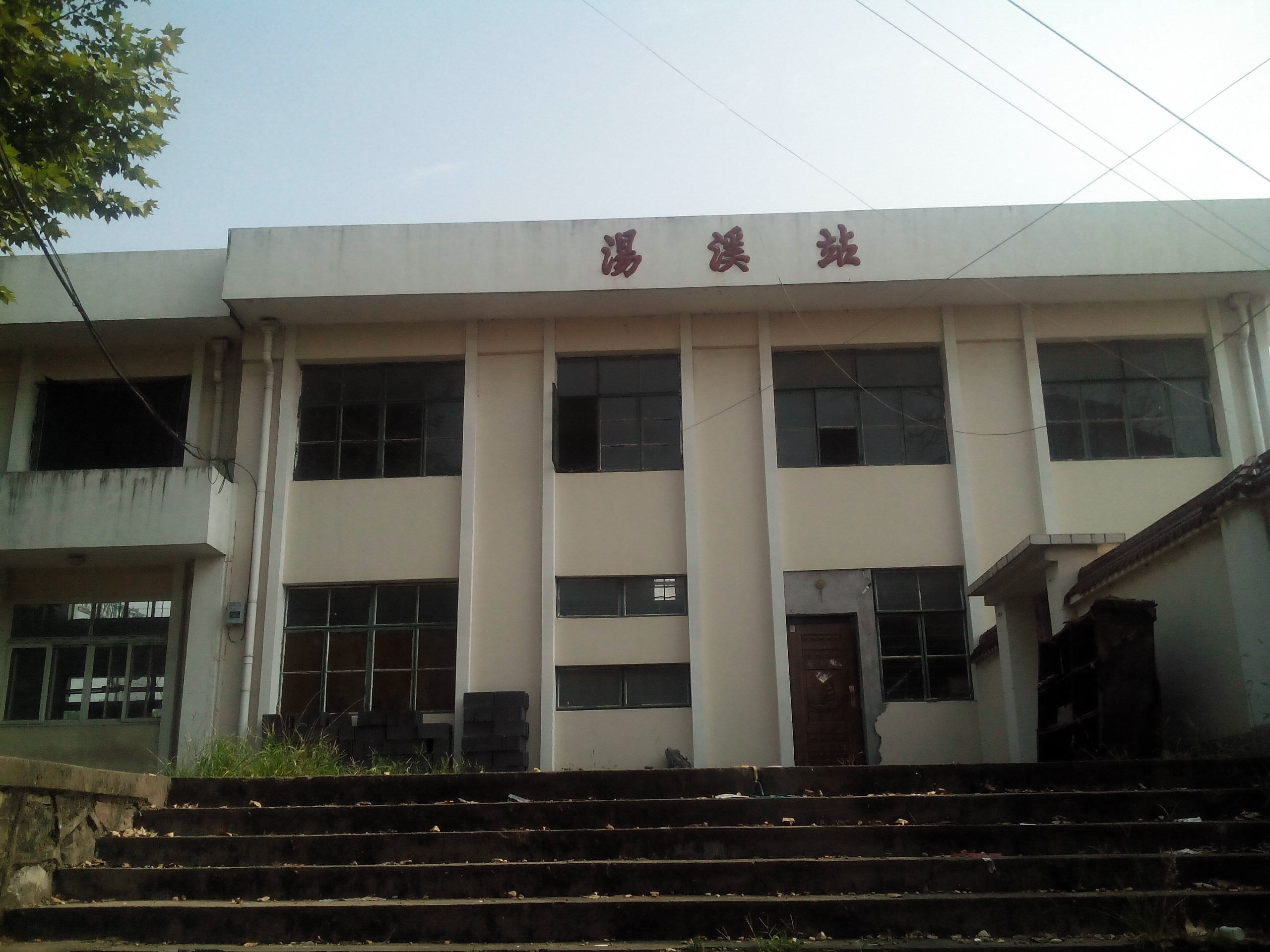
车站废弃的候车室
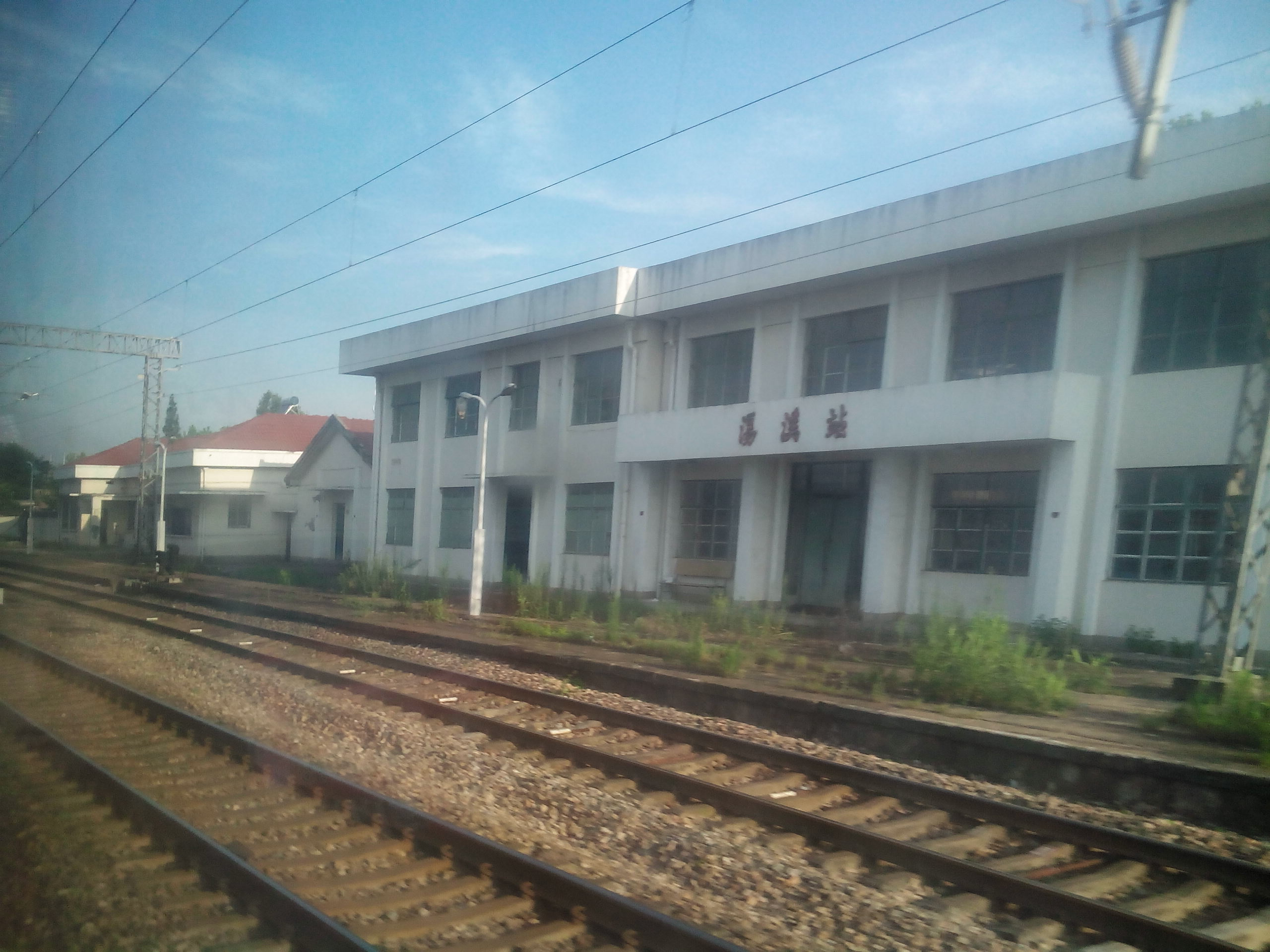
站台侧的原候车室

## 意外事件
2003年8月6日晚上8时15分许，一名来自安徽省临泉县的民工张某从金华爬乘货物列车去永康打工，误爬上开往鹰潭站方向的82803次货物列车。列车从金华站开出后，正以每小时80公里的速度通过汤溪火车站。张某发现方向错误后，从飞驰的列车上纵身跳下，险些丧命，经抢救后并无大碍。